# 1988年夏季残疾人奥林匹克运动会爱尔兰代表团
1988年夏季残疾人奥林匹克运动会爱尔兰代表团是爱尔兰派出的1988年夏季残疾人奥林匹克运动会代表团。获得13枚金牌、11枚银牌和18枚铜牌。